# Acanthagrion amazonicum
Acanthagrion amazonicum là một loài chuồn chuồn kim trong họ Coenagrionidae.
Acanthagrion amazonicum được Sjöstedt miêu tả khoa học năm 1918.